# HD 200817
HD 200817，又名BD+52 2859，SAO 33098、HR 8078，是一颗恒星，视星等为5.9，位于銀經92.78，銀緯4.3，其B1900.0坐标为赤經21h 0m 44.3s，赤緯+52° 4.3′ 15″。